# Morskie Oko (teatr)

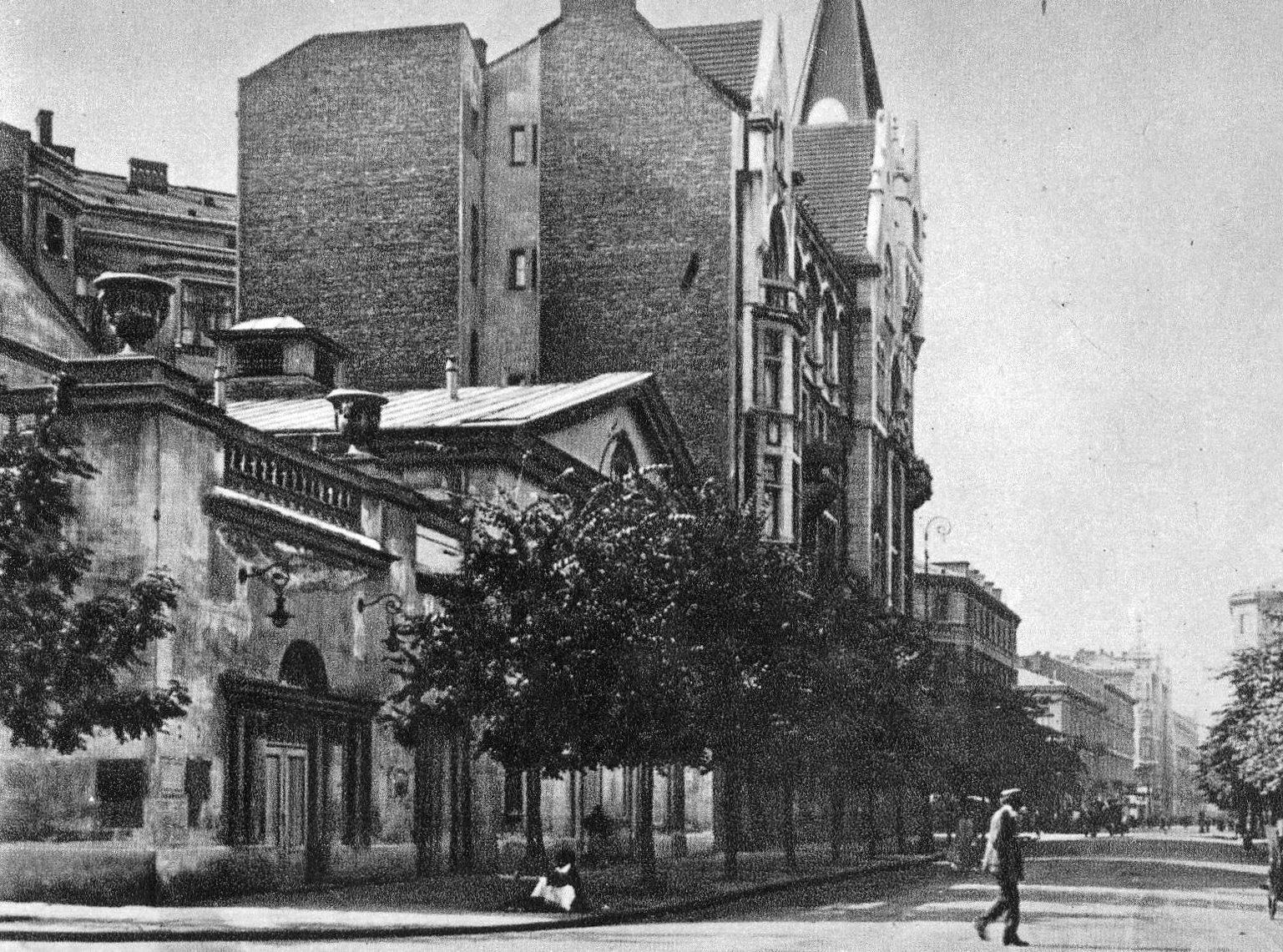
Siedziba kabaretu na rogu ulic Jasnej 3 i Sienkiewicza 7 w Warszawie

Morskie Oko – teatr rewiowy działający w Warszawie w latach 1925–1933. Kabaret w latach 1925–1927 nosił nazwę Perskie Oko, a w 1927 Nowe Perskie Oko.

## Opis
Teatr, pod nazwą „Perskie Oko”, powstał z powodu zatargu w teatrze Qui Pro Quo, m.in. z powodu faworyzowania części zespołu skupionego wokół Fryderyka Jarossego. Secesjoniści założyli wówczas nową scenę. Współzałożycielami nowego teatru byli m.in.: Konrad Tom, Zula Pogorzelska, Ludwik Lawiński, Eugeniusz Bodo, Tadeusz Olsza. Od momentu powstania Perskiego Oka te dwa kabarety konkurowały ze sobą.
Niemal od pierwszego programu, styl i rozmach rewii zagroziły nie tylko teatrowi Qui Pro Quo, ale też przyczyniły się do upadku Teatru Stańczyk.
Siedziba kabaretu mieściła się początkowo przy Nowym Świecie 63 (1925–11 września 1926), gdzie dysponowano salą na 1000 miejsc. Następnie scena mieściła się przy ul. Marszałkowskiej 125, w dawnym Teatrze Nowym (11 września 1926–28 sierpnia 1927). Ostatnia siedziba teatru Perskie Oko znajdowała się przy ul. Karowej 18 (30 sierpnia 1927–4 września 1927), była to sala na 450 miejsc. W wyniku sporu o własność nazwy „Perskie Oko” w listopadzie 1927 powstał teatr Nowe Perskie Oko. 
Natomiast 16 marca 1928 odbyła się inauguracja teatru Morskie Oko z siedzibą na rogu ulic Jasnej 3 i Sienkiewicza 7. Za założyciela ostatecznego teatru Morskie Oko uważany jest Andrzej Włast. 
„Przegląd Mody” z 1929 referował, że teatr Morskie Oko to jedyny prowadzony na europejską skalę music hall w Warszawie. Powstawały tam szlagiery przedwojennej Warszawy, m.in. slow-fox Fanny Gordon Pod samowarem ze słowami Andrzeja Własta, który był wykonywany w kwietniu 1931 w rewii Podróż na księżyc transmitowanej przez Polskie Radio.
Morskie Oko było teatrem zawsze podkreślającym swoją warszawskość. Tytuły rewii często zawierały nazwę stolicy: Dla ciebie Warszawo czy Klejnoty Warszawy. Teatr jest jedną z legend przedwojennej Warszawy. To m.in. dzięki niemu stolica zyskała miano „Paryża Północy”.

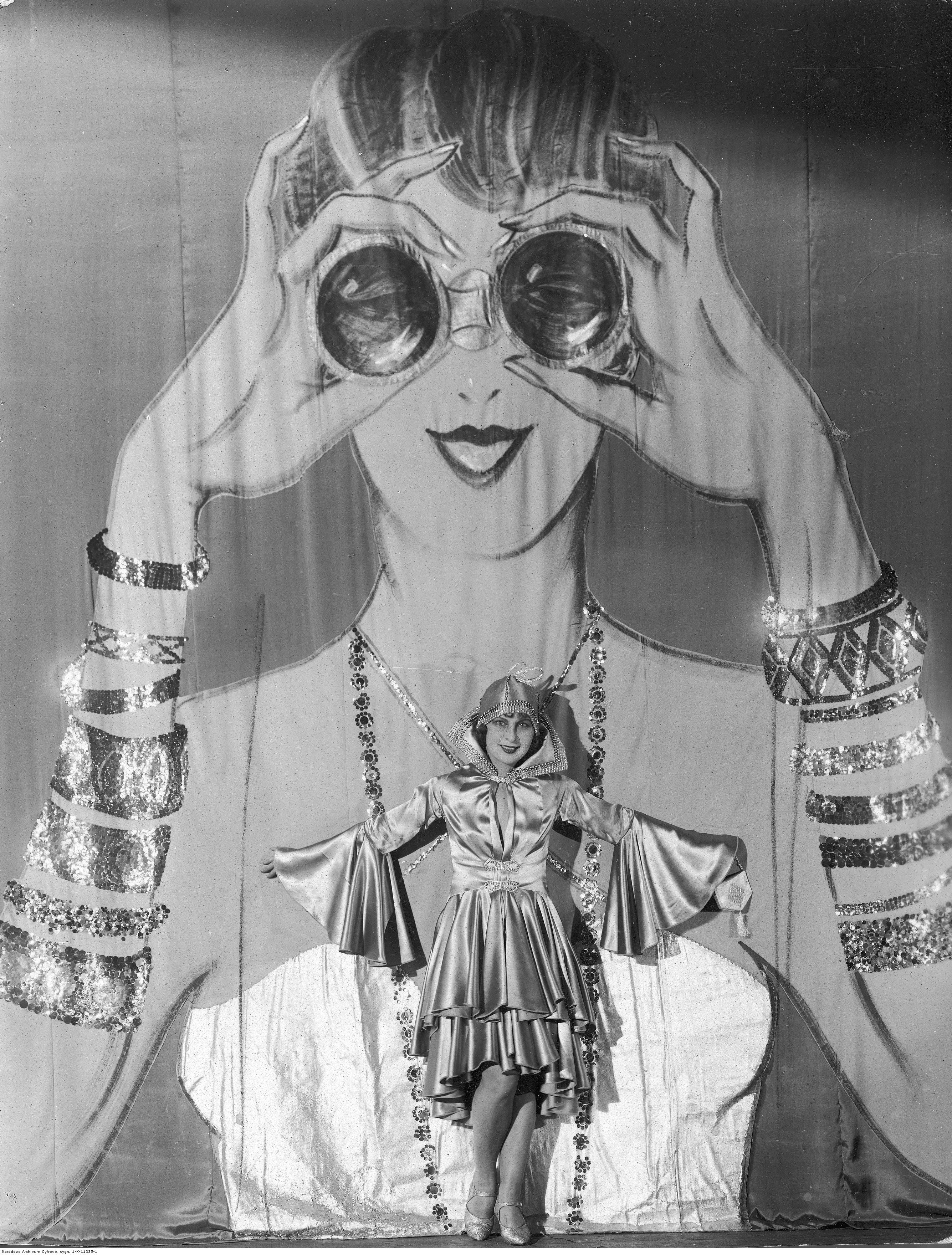
Maria Żelska w rewii Klejnoty Warszawy
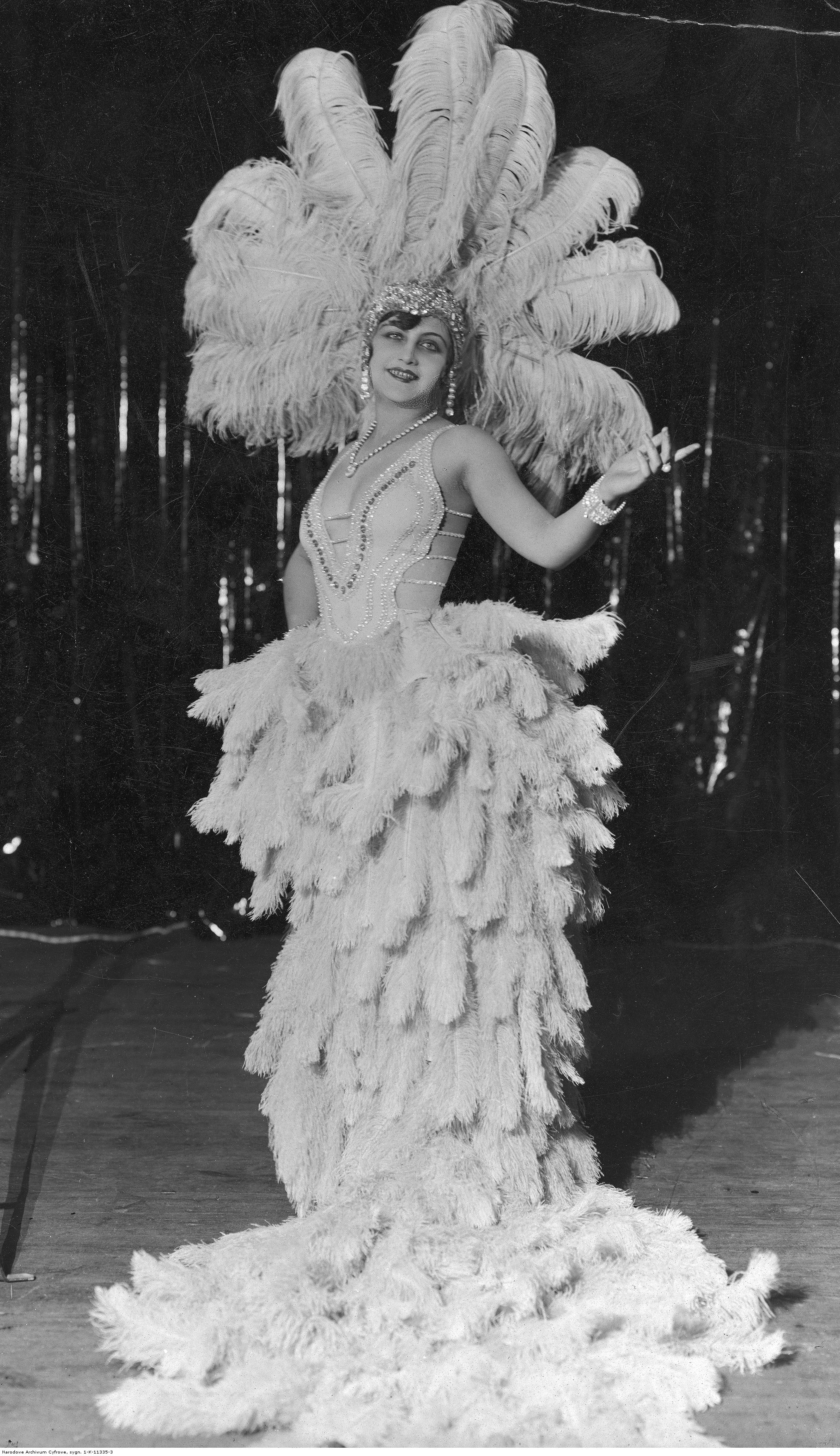
Stanisława Karlińska w rewii Klejnoty Warszawy
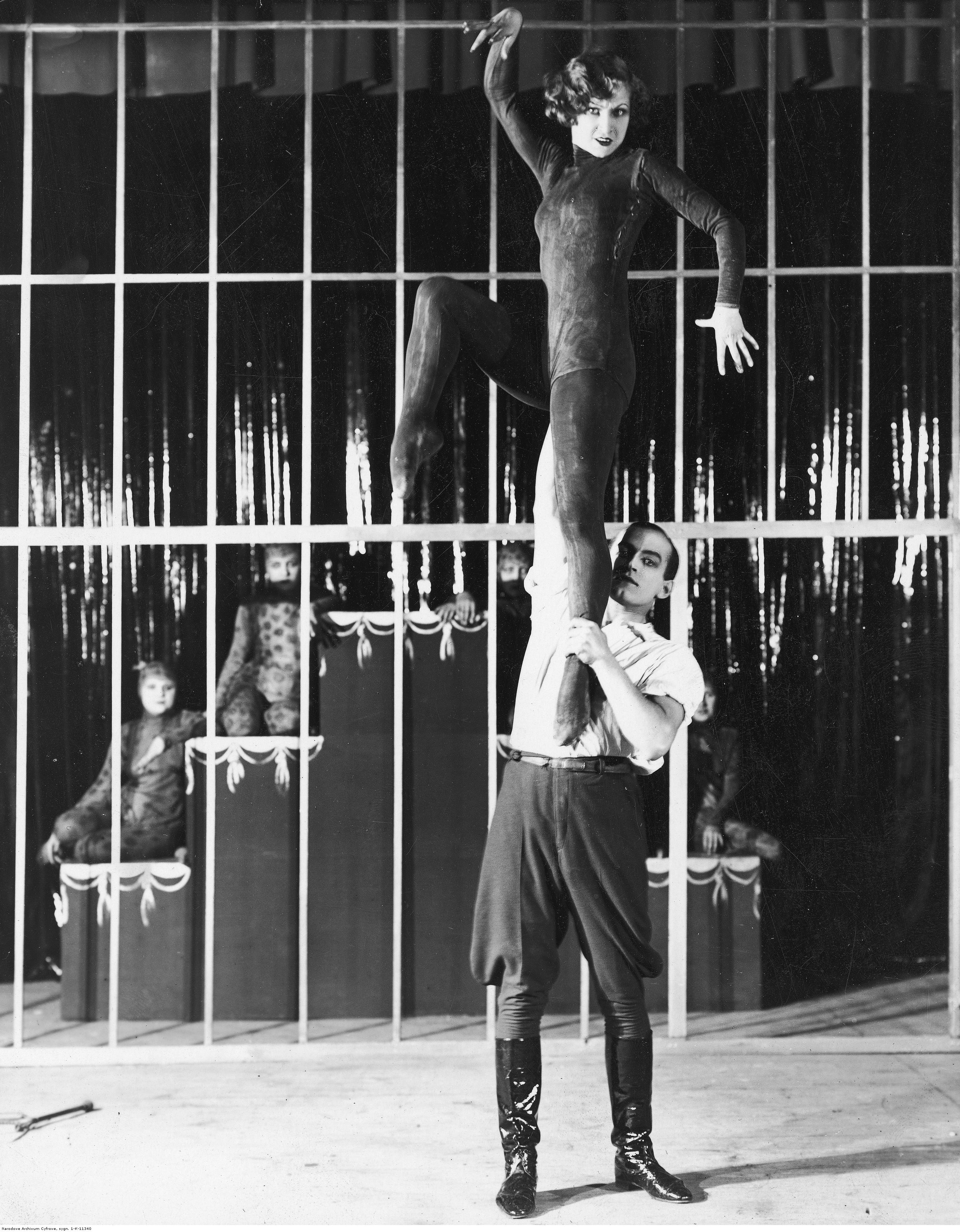
Zizi Halama i Tadeusz Olsza w rewii 1000 pięknych dziewcząt
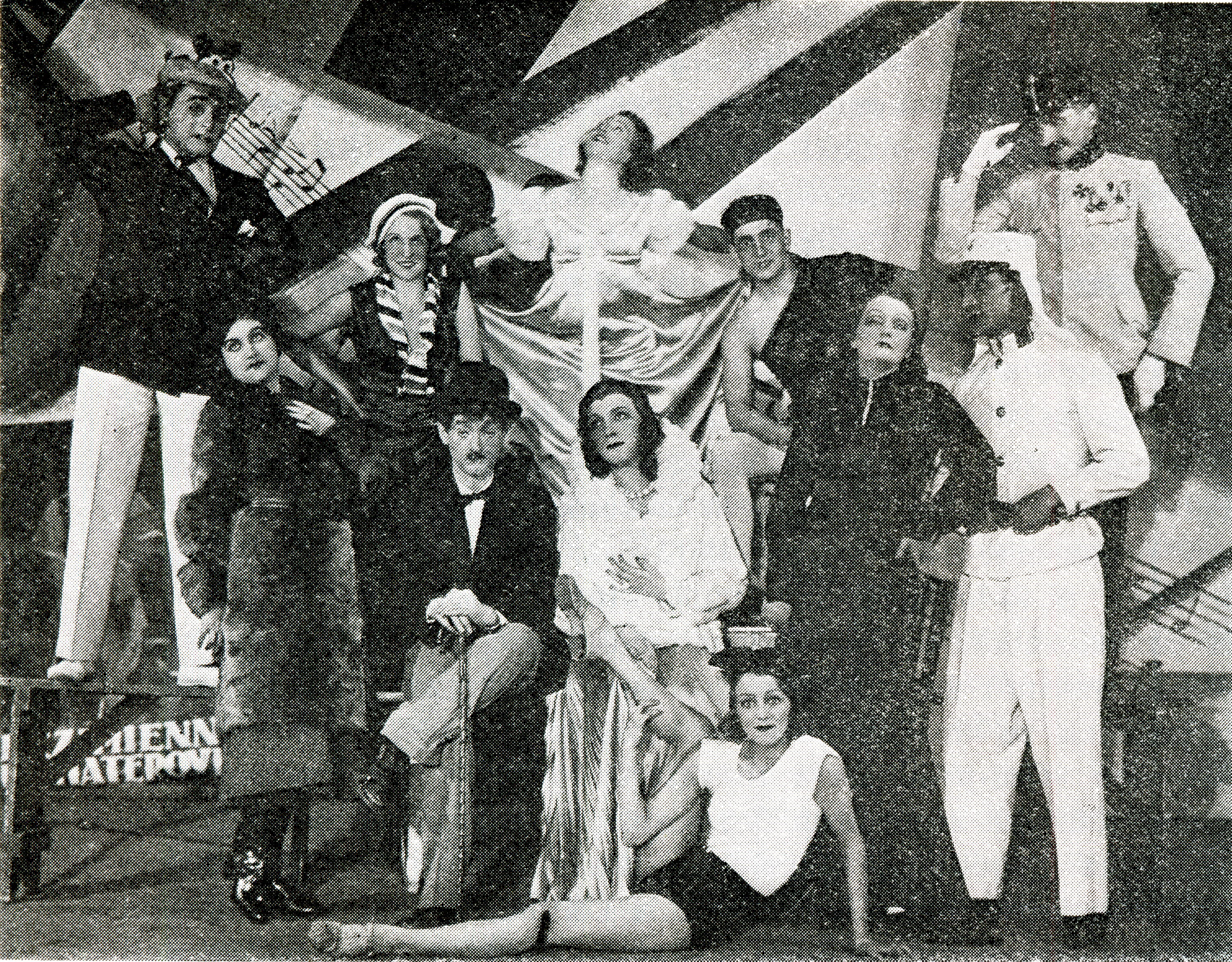
Scena z rewii Przez dziurkę od klucza

Wśród współpracowników Morskiego Oka byli m.in. Henryk Wars, Jan Brzechwa i Julian Tuwim. Z czasem do zespołu dołączyła również Loda Halama z siostrami. 
Specjalnością teatru były naśladujące paryski szyk programy rewiowe, których ważnym składnikiem były także występy taneczne oraz akrobatyczne. Słynne były zespoły girlsowe Morskiego Oka, które prowadził w tym teatrze Eugeniusz Koszutski. Na scenie Morskiego Oka wykorzystywano nowatorskie jak na ówczesne czasy rozwiązania techniczne (np. w rewii 1000 pięknych dziewcząt wykorzystano system specjalnie ustawionych luster, dzięki czemu widz mógł na scenie zobaczyć liczbę tancerek obiecaną w tytule przedstawienia).
Programy (rewie), które zaprezentowano w Morskim Oku, to m.in.:
- Klejnoty Warszawy (1928);
- Warszawa w kwiatach (1929);
- 1000 pięknych dziewcząt.
- Dodatek nadzwyczajny (styczeń 1933).

Historię „warszawskiego Casino de Paris”, bo tak nazywano teatr Morskie Oko, zamknęła Rewia Warszawy. Premiera odbyła się 3 czerwca 1933. Do upadku sceny z pewnością przyczynił się kryzys gospodarczy, który na początku lat trzydziestych szczególnie boleśnie dotknął Polskę i zubożył społeczeństwo, lecz także wygórowane żądania finansowe największych gwiazd, które doprowadziły kasę teatralną do ruiny. Ponadto rewia w paryskim stylu przestała być modna, ustępując miejsca komedii muzycznej. 9 lipca teatr ostatecznie zamknięto.